# Rubén Salazar Gómez
Jesús Rubén Salazar Gómez (Bogotà, 22 de setembre de 1942) és un cardenal catòlic colombià. Ha estat bisbe titular de les seus de Cúcuta, Barranquilla i actualment és l'Arquebisbe de Bogotà i Primat de Colòmbia. A més, presidí la Conferència Episcopal de Colòmbia entre 2008 i 2011, sent reelegit pel període 2011-2014.

## Biografia
Nascut a Bogotà el 22 de setembre de 1942, fill de Narsés Salazar Cuartas i Josefina Gómez Villoria, realitzà els seus estudis secundaris al seminari menor Sant Joaquim d'Ibagué.
Va aconseguir la llicenciatura en teologia per la Pontifícia Universitat Gregoriana de Roma, i després l'obtingué en Sagrades Escriptures pel Pontifici Institut Bíblic.
Va ser ordenat prevere de l'arquebisbat d'Ibagué el 20 de maig de 1967; a més, entre 1987 i 1990 dirigí el departament de Pastoral Social de la Conferència Episcopal de Colòmbia, sent membre també del Consell Pontifici Cor Unum i representant dels països bolivarians al Consell Executiu Caritas Internationalis.
A la seva arxidiòcesi va ser capellà del Batalló Rooke d'Ibagué (1975-1987), rector de les parròquies de l'Immaculat Cor de Maria (1975-1987) i de Nostra Senyora de Chinquiquirà (1990-1992), professor de Sagrada Escriptura al Seminari Major d'Ibagué i Vicari de Pastoral (1990-1992).

### Episcopat
El papa Joan Pau II el nomenà bisbe de Cúcuta l'11 de febrer de 1992, rebent la consagració episcopal de mans del nunci Paolo Romeo el 25 de març de 1992, prenent possessió de la seu el 28 de març d'aquell any.
Va presidir la Comissió Episcopal de Doctrina de la Conferència Episcopal de Colòmbia (1996-1999).
El 18 de març de 1999, per mandat de Joan Pau II, va ser elegit arquebisbe de Barranquilla, prenent-ne possessió el 15 de maig de 1999.
Al seu ministeri episcopal a Barranquilla posà en marxa un procés de Nova Evangelització, perquè es portés a terme la renovació del Concili Vaticà II, mitjançant una renovació pastoral i social. És així com, en finalitzar la celebració del Jubileu del 2000 es declarà a l'arquebisbat de Barranquilla en "Estat de Missió Permanent".
El 2007, per mandat de Benet XVI, es concedí a l'arquebisbat de Barranquilla la gràcia de celebrar un Jubileu pels 75 anys d'haver estat creada com a diòcesi, el 7 de juliol de 1932.
El 3 de juliol de 2008, en el marc de la 85a Assemblea de la Conferència Episcopal de Colòmbia, va ser nomenat president pel període 2008-2011; sent reelegit el 2011.
El 8 de juliol de 2010 és nomenat Arquebisbe Metropolità de Bogotà i Arquebisbe Primat de Colòmbia, prenent possessió de la seu el 13 d'agost de 2010.
Posteriorment va ser escollit Primer Vicepresident del CELAM pel període 2011-2015.

### Cardenal
El 25 d'octubre de 2012 el Papa Benet XVI anuncià la seva creació com a cardenal pel consistori del 24 de novembre d'aquell any, conjuntament amb 5 bisbes més, rebent el títol de Cardenal prevere de San Gerardo Maiella.
És l'únic cardenal elector colombià per a un eventual conclave. Ja va participar en el del 2013, que escollí el Papa Francesc.